# Mark Mallory

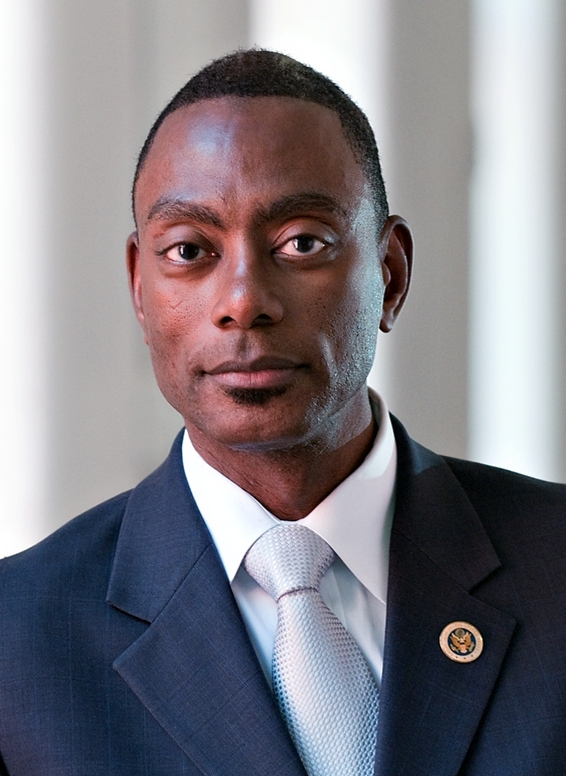
Mark Mallory

Mark Mallory (* 2. April 1962 in Cincinnati, Ohio) ist ein US-amerikanischer Politiker und ehemaliger
Bürgermeister von Cincinnati.

## Leben
Mallory studierte an der University of Cincinnati und erhielt dort einen Bachelor-of-Science-Abschluss. 1994 wurde er in das Repräsentantenhaus von Ohio gewählt. Er löste dort seinen Vater William L. Mallory, Sr. ab, der nach einer langjährigen politischen Karriere im Staatsparlament in den Ruhestand ging. Mallory gehörte dem Repräsentantenhaus nun für zwei Legislaturperioden an und wurde 1998 in den Senat von Ohio gewählt. Einer seiner größten Erfolge als Senator war 2003, als das Parlament von Ohio den 14. Zusatzartikel zur Verfassung der Vereinigten Staaten ratifizierte. Dieser Akt war jedoch rein symbolisch, da der Zusatzartikel schon seit dem 28. Juli 1868 ein gültiger Teil der Verfassung der Vereinigten Staaten war.
2005 wurde Mallory als Nachfolger von Charlie Luken zum Bürgermeister von Cincinnati gewählt und am 1. Dezember 2005 als 68. Amtsinhaber vereidigt. Er war damit seit mehr als 70 Jahren der erste Bürgermeister, der nicht vorher dem Stadtrat von Cincinnati angehörte.